# Крайний (остров, Охотское море)
Кра́йний — остров в России, в Пенжинском районе Камчатского края. Находится в Пенжинской губе, в заливе Шелихова Охотского моря, к юго-востоку от острова Третий и залива Мелководный, южнее полуострова Елистратова, мыса Елистратова и острова Второй. Наивысшая точка 323 метров над уровнем моря.